# حلف بغداد

الدول الأعضاء في حلف بغداد تبدو باللون الأخضر

حلف بغداد هو أحد الأحلاف التي شهدتها حقبة الحرب الباردة، أسس بتاريخ 24 شباط 1955 للوقوف بوجه المد الشيوعي في الشرق الأوسط، وكان يتكون إلى جانب المملكة المتحدة من العراق وتركيا وإيران وباكستان.
الولايات المتحدة الأمريكية هي صاحبة فكرة إنشاء هذا الحلف حيث وعدت بتقديم العون الاقتصادي والعسكري للأعضاء، ولكنها لم تشارك فيه بشكل مباشر وإنما وكلت بريطانيا بالقيام به. انضم العراق لهذا الحلف بعد القمة العربية التي جرى الاتفاق بموجبه على معاهدة الضمان الاجتماعي.
يعد هذا الحلف أحد أقل الأحلاف نجاحاً في فترة الحرب الباردة، اذ انسحب العراق من الحلف إبان إعلان ثورة 14 تموز/يوليو 1958 بقيادة عبد الكريم قاسم والتي انقلب فيها على النظام الملكي وأعلن الجمهورية العراقية وقد كان لنوري السعيد دور كبير في إنشاء هذا الحلف، وقد تبنى عبد الكريم قاسم سياسة محايدة وأقام علاقات دبلوماسية مع الاتحاد السوفيتي وانسحب من الحلف. فعدل عن اسم حلف بغداد Baghdad Pact وتبنى اسم CENTO (اختصار Central Treaty Organization). كما نأى الحلف بنفسه عن الصراع العربي الإسرائيلي في فترة الستينات وامتنع عن تقديم العون لباكستان في نزاعها مع الهند. وبعد غزو تركيا لقبرص عام 1974 أوقفت أمريكا مساعداتها العسكرية لتركيا. وفشل الهدف الأساس من وراء تأسيس هذا الحلف في وقف نفوذ الاتحاد السوفيتي الذي وطد ووسع علاقاته في الشرق الأوسط خلال تلك الفترة مع مصر والعراق وسوريا واليمن الجنوبي والصومال.
وفي عام 1979 حل الحلف مع اندلاع الثورة الإسلامية في إيران.

## الأحداث زمنيا
- فبراير 1954 : وقعت تركيا على معاهدة التعاون المشترك مع باكستان .
- 24 فبراير 1955: وقع العراق وتركيا اتفاقا عسكريا بينهما وبدأ يستخدم مصطلح «حلف بغداد» . وتنضم كل من إيران وباكستان، والمملكة المتحدة حلف بغداد.
- 1959 مارس: اعلان العراق انسحابه من الحلف بعد قيام النظام جمهوري الجديد في 14 يوليو 1958 .
- 19 أغسطس 1959: تغيير تسمية الحلف من (حلف بغداد) METO إلى حلف المعاهد المركزية CENTO .
- 1965: حاولت باكستان الحصول على مساعدة حلفائها في حربها ضد الهند فأصدر مجلس الأمن التابع للأمم المتحدة القرار 211 في 20 سبتمبر، ودعمت الولايات المتحدة والمملكة المتحدة قرار الأمم المتحدة بقطع إمدادات الأسلحة لكلا الطرفين المتحاربين.
- 1971: مع اندلاع حرب جديدة مع الهند تحاول باكستان مرة أخرى - دون جدوى - الحصول على مساعدة أعضاء الحلف. (قدمت الولايات المتحدة دعم عسكري محدود لباكستان، ولكن ليس تحت عنوان CENTO).
- 1979: سحبت الحكومة الجديدة في إيران عضويتها من CENTO.

## الأمناء العامون
يعين مجلس وزراء الحلف أمينا عاما للحلف لمدة ثلاث سنوات قابلة للتجديد، ليشرف على أنشطة CENTO. وكان الأمناء العامون كما يلي:
1. عوني الخالدي (العراق) 1955 - 31 ديسمبر 1958
2. عثمان علي بيك (باكستان)، 1 يناير 1959 - 31 ديسمبر 1961
3. عباس علي خلعتبري (إيران)، يناير 1962 - يناير 1968
4. رفعت تورغوت مينمانجيوغلو (تركيا)، يناير 1968 - 1 فبراير 1972
5. ناصر العصار (إيران)، 1 فبراير 1972 - يناير 1975
6. أوميد خلوق بايلوكان (تركيا)، يناير 1975 - 1 أغسطس 1977
7. سيدار حسن محمود (باكستان)، أغسطس 1977 - مارس 1978
8. كاموران غورون (تركيا)، 31 مارس 1978-1979

## الخلفية التاريخية للحلف
يمكن تحديد بداية حلف بغداد Central Treaty Organization (CENTO) أو ما يعرف باسم المعاهدة المركزية في الرابع والعشرين من شباط 1955 عندما عقدت تركيا والعراق ميثاقاً ينص على «تعاون الدولتين في مجالات الأمن والدفاع». وتُرك باب العضوية مفتوحاً أمام الدول التي يعنيها الدفاع عن السلم والأمن في منطقة الشرق الأوسط من الخطر الشيوعي!!
وقد تلا عقد هذا الميثاق انضمام بريطانيا إليه في نيسان 1955 وأعقب ذلك انضمام الباكستان في تموز عام 1955 وإيران في تشرين الثاني عام 1955 وأصبح هذا التحالف معروفاً بحلف بغداد.
وقد أخفقت مساعي نوري السعيد رئيس وزراء العراق آنذاك بإقناع عدد من الدول العربية، وفي مقدمتها مصر وسورية، بالانضمام إلى الحلف لقناعة هذه الدول الصحيحة بأن مصدر الخطر الحقيقي على المنطقة يتأتى من إسرائيل وحلفائها الذين يقفون وراء الحلف وليس من الاتحاد السوڤييتي، الذي بدأ يصبح المزود الوحيد للدول العربية المواجهة لإسرائيل بالسلاح والعتاد، والذي أقيم الحلف واقعياً لمواجهته دون سواه.
لم تنضم حكومة الولايات المتحدة الأمريكية إلى الحلف بصورة كاملة على الرغم من دورها المحرض على إنشائه. وإنما قصرت مشاركتها على الانضمام إلى عضوية لجنة النشاط الهدام وكذلك اللجنتين الاقتصادية والعسكرية التابعتين للحلف. وقد استمر ذلك حتى عام 1959. وبعد ثورة العراق أصبحت أمريكا عضواً عاملاً كامل العضوية في هذا الحلف الذي وصفته بأنه كان «تطوراً طبيعياً من شأنه أن يدعم السلام والاستقرار وأحوال الرفاهية العامة في منطقة الشرق الأوسط كما أكدت أن الحلف لا يمكن النظر إليه على أنه أداة للعدوان أو أنه موجه ضد أمن أية دولة من الدول».
ويرى بعضهم وبحق «أن الدوافع التي أملت على الدول الغربية أن تتبنى هذا المشروع ترتبط بالقيمة الاستراتيجية الهائلة لمنطقة الشرق الأوسط من الناحية العسكرية بوصفه متاخماً للاتحاد السوڤييتي ومن الناحية الاقتصادية بوصفه مركز أكبر احتياطيات معروفة من البترول في العالم».

## الدول الأعضاء في حلف المعاهدة المركزية
إيران، وباكستان، وتركيا، والمملكة المتحدة، والولايات المتحدة. أما العراق الذي كان عضواً مؤسساً في الحلف ولكن انسحب رسمياً منهُ عقب الانقلاب العسكري عام 1958 وذلك بتاريخ 24 آذار 1959. وكان حرياً بباكستان أن تنسحب من هذا الحلف أيضاً بعدما أخفق أعضاؤه في نجدتها في أثناء حربها مع الهند عام 1971. غير أنها لم تفعل لسبب بسيط وهو أن الاتحاد السوفيتي الذي أُنشأ الحلف لمواجهته كان حليف الهند في هذه الحرب.

## أهداف حلف المعاهدة المركزية
نصت المادة الأولى من معاهدة حلف بغداد على أن الغرض من إقامته هو الدفاع عن أمن وسلامة الأطراف المتعاقدة. وتعهدت هذه الأطراف بموجب المادة الثالثة بالامتناع عن التدخل في الشؤون الداخلية لبعضها، وكذلك بتسوية منازعاتها بالطرق السلمية تمشياً مع ميثاق الأمم المتحدة.
أما مدة سريان معاهدة الحلف فقد حددتها المادة السابعة بأنها خمس سنوات قابلة للتجديد مدة مماثلة، وقد كفلت هذه المادة حق الانسحاب لأي من الدول المتعاقدة وذلك بتقديم إخطار خطي قبل ستة شهور من انتهاء مفعول المعاهدة. وجلي أن هذا النص لم يراع في انسحاب العراق من الحلف، فقد كان هو حريصاً على هذا الانسحاب. ولم تكن الدول الأطراف الأخرى بعد ثبات النظام الجديد في بغداد حريصة على استمرار العراق في عضويته لانعدام وجود الهدف المشترك بين هذا النظام وأنظمة الدول الأطراف الأخرى ونعني بذلك معاداة المعسكر الشيوعي. وقد كان مقر قيادة الحلف في بغداد ثم نقل منه إلى أنقرة بعد انسحاب العراق منه.

## المنطقة الجغرافية التي يغطيها الحلف
مع أن البيانات التي أطلقت حين إنشاء الحلف ركزت على أمن وسلام منطقة الشرق الأوسط ككل، إلا أنه يتضح من استقراء نصوص ميثاق الحلف أن المنطقة المغطاة جغرافياً بدفاعه هي أقاليم كل من إيران والباكستان وتركيا والعراق.
والواقع أن نظرة إلى خارطة العالم تبين أن المعسكر الغربي بهذا الحلف استكمل الطوق الذي أقامه حول المعسكر الشيوعي فحلف الأطلسي[ر] يطوق الاتحاد السوڤييتي في الغرب وحلف المعاهدة المركزية يطوقه في الجنوب وحلف جنوب شرقي آسيا[ر] يطوق الصين والاتحاد السوفيتي في الشرق والجنوب الشرقي.

## أجهزة الحلف ونشاطاته
كان الجهاز الرئيس للحلف هو المجلس الذي يتألف من وزراء الخارجية للدول الأعضاء أو من ينوب عنهم، وقد تولى توجيه السياسة الدفاعية العليا للحلف، وكانت قراراته تصدر بالإجماع، وكان للحلف لجان مختلفة أهمها: اللجنة العسكرية ومهمتها توجيه النشاط العسكري للحلف، كما كانت له لجان للنشاط الهدام، والاقتصاد، والاتصال. وكان للحلف مجلس علمي، ومركز ذري في طهران، وأمانة عامة في أنقرة.
ومع قيام الثورة الإسلامية في إيران في شهر شباط 1979 وإعلانها انسحاب الجمهورية الإسلامية الإيرانية من الحلف سُطر أخر سطر في حياة هذا الحلف واقعياً.
يمكن القول إن حلف المعاهدة المركزية لم يعد له أي وجود محسوس في المنطقة العربية. وكان حتى قبل انفراط عقده قد تحول في مظهره الغالب من حلف عسكري إلى إدارة للتنسيق والتشاور السياسي بين الدول الأطراف فيه، ويرجع ذلك في رأي بعض الكتاب إلى أن الأحلاف العسكرية قد فقدت بوجه عام فعاليتها الاستراتيجية من الناحية العسكرية البحتة وأصبحت فائدتها تتركز أكثر في جوانب التخطيط والتنسيق السياسي.
والحقيقة أن حلف المعاهدة المركزية فقد فاعليته أولاً بإخفاقه استقطاب الدول العربية الأخرى إليه لتشكيل منطقة عميقة استراتيجياً في وجه الاتحاد السوڤييتي. وثانياً أنه أضحى غير ذي موضوع إزاء ازدياد الوجود السوڤييتي داخل المنطقة العربية ذاتها من غير حاجة لهجوم مسلح عليها كما اعتقد أرباب الحلف، فالاتحاد السوڤييتي بدأ في منتصف الخمسينيات داخل المنطقة التي أُريد له عدم دخولها سلمياً وذلك عن طريق الدعم العسكري والمادي والمعنوي الذي منحه للدول العربية المواجهة لإسرائيل، وخاصة سورية والعراق ومصر في حين اتخذت دول المعسكر الغربي موقف العداء لهذه الدول والتأييد لعدوها الصهيوني. لذا جاء انسحاب إيران منه بمثابة طلقة الرحمة لحلف أصبح طي النسيان التام.
http://www.moqatel.com/openshare/Behoth/Monzmat3/HalfBagdad/index.htm